# Santiago Samaniego
Santiago Nathaniel Ryce Samaniego (nacido el 25 de enero de 1974) es un exboxeador panameño que compitió de 1993 a 2007, con un regreso en 2011. Es primo hermano de Roberto Durán.

## Carrera Profesional
Hizo su debut profesional el 17 de julio de 1993, derrotando a Lorenzo Murillo por puntos en una pelea a 4 asaltos. A finales de 1995, peleó 21 peleas más, de las cuales ganó 20 y perdió una, con el cubano Giorbis Barthalemy, por unanimidad por puntos. En 1996, peleó tres peleas, ganando todas por nocaut. Derrotó, entre otros: Eder González y Aquilino Asprilla, quienes pelearon en el pasado por el cinturón de peso mediano ligero de la AMB. El 22 de febrero de 1997 tuvo la oportunidad de luchar por el cinturón vacante de la OMB. Su rival fue el invicto Michael Löwe y la pelea tuvo lugar en Alemania. Santiago perdió por decisión unánime (113-114, 110-117, 112-116), no logrando ganar el campeonato. En la siguiente pelea, fue sensacionalmente noqueado por el poco conocido colombiano Félix Hernández. El 27 de agosto de 1999 perdió por nocaut técnico en el séptimo asalto ante Vernon Forrest, con el cinturón NABF en juego. A finales de 2001, peleó 9 peleas más, ganó 8 de ellas y perdió 1, ganando el título de peso mediano ligero Fedelatin de la AMB. El 10 de agosto de 2002, tuvo la oportunidad de pelear por el cinturón interino de peso mediano ligero de la AMB. Su rival fue Mamadou Thiam de Senegal. Samaniego ganó por nocaut técnico en el último, duodécimo asalto, ganando el campeonato mundial interino. Después de que Vargas decidió unificarse con De la Hoya, Samaniego se convirtió en el campeón absoluto. Perdió el título en la primera defensa ante el mexicano Alejandro García, quien lo derrotó por nocaut técnico en la tercera pelea. Luego de perder ante García, peleó en una eliminatoria de la AMB con Rhoshii Wells, quien lo derrotó por decisión técnica en el noveno asalto. En los años 2005 - 2007 peleó 5 peleas, de las cuales ganó sólo una. Regresó al ring el 4 de febrero de 2011, perdiendo ante Vladin Bioss.

## Récord Profesional
| 37 Ganadas (30 knockouts), 13 Derrotas(6 knockouts), 1 Empates |         |                    |      |              |            |                                                         |                                                 |
| Res.                                                           | Récord  | Oponente           | Tipo | Round Tiempo | Fecha      | Lugar                                                   | Notas                                           |
| P                                                              | 37-13-1 | Vladine Biosse     | TKO  | 3 (8)        | 2011-02-04 | Mohegan Sun Casino, Uncasville, Estados Unidos          | Por el título USA New England Supermediano      |
| P                                                              | 37-12-1 | Nilson Julio Tapia | KO   | 2 (8)        | 2007-12-01 | Arena Roberto Duran, Juan Díaz, Panamá                  |                                                 |
| P                                                              | 37-11-1 | Alfonso Mosquera   | UD   | 10 (10)      | 2007-03-24 | Centro de Convenciones Figali, Fuerte Amador, Panamá    | Por el título Fedelatin Superwélter AMB         |
| G                                                              | 37-10-1 | Karl Willis        | KO   | 5 (10)       | 2005-11-07 | Omni New Daisy Theater, Memphis, Estados Unidos         |                                                 |
| P                                                              | 36-10-1 | Sechew Powell      | TKO  | 3 (10)       | 2005-08-25 | Hammerstein Ballroom, New York, Estados Unidos          |                                                 |
| P                                                              | 36-9-1  | Troy Lowry         | TD   | 6 (10)       | 2005-06-24 | Target Center, Mineápolis, Estados Unidos               |                                                 |
| P                                                              | 36-8-1  | Rhoshii Wells      | TD   | 9 (12)       | 2004-09-04 | Mandalay Bay Resort & Casino, Las Vegas, Estados Unidos |                                                 |
| P                                                              | 36-7-1  | Alejandro García   | TKO  | 3 (12)       | 2003-04-01 | Thomas & Mack Center, Las Vegas, Estados Unidos         | Pierde el título mundial Superwélter AMB        |
| G                                                              | 36-6-1  | Mamadou Thiam      | TKO  | 12 (12)      | 2002-08-10 | Playas del Prado, Marsella, Francia                     | Gana el título mundial interino Superwélter AMB |
| G                                                              | 35-6-1  | Héctor Quiroz      | TKO  | 4 (12)       | 2001-12-07 | Fantasy Springs Casino, Indio, Estados Unidos           |                                                 |
| G                                                              | 34-6-1  | Javier Castillo    | TKO  | 7 (12)       | 2001-08-18 | Arena Panamá Al-Brown, Colón, Panamá                    | Gana el título Fedelatin Superwélter AMB        |
| G                                                              | 33-6-1  | Rashid Matumla     | TKO  | 7 (10)       | 2001-06-03 | Grand Victoria Casino, Elgin, Estados Unidos            |                                                 |
| G                                                              | 32-6-1  | Jason Papillion    | SD   | 10 (10)      | 2001-01-28 | Sunset Station, San Antonio, Estados Unidos             |                                                 |
| P                                                              | 31-6-1  | Santos Cardona     | SD   | 12 (12)      | 2000-08-12 | Miccosukee Indian Gaming Resort, Miami, Estados Unidos  | Por el título mundial Superwélter AIB           |
| G                                                              | 31-5-1  | Kenny Ellis        | UD   | 10 (10)      | 2000-04-30 | Grand Victoria Casino, Elgin, Estados Unidos            |                                                 |
| G                                                              | 30-5-1  | Maselino Masoe     | TKO  | 5 (10)       | 2000-03-05 | New Frontier Hotel, Las Vegas, Estados Unidos           |                                                 |
| G                                                              | 29-5-1  | Alfredo Cuevas     | UD   | 6 (6)        | 2000-02-06 | Grand Victoria Casino, Elgin, Estados Unidos            |                                                 |
| G                                                              | 28-5-1  | Ángel Beltre       | KO   | 1 (10)       | 1999-10-20 | Grand Victoria Casino, Elgin, Estados Unidos            |                                                 |
| P                                                              | 27-5-1  | Vernon Forrest     | TKO  | 7 (12)       | 1999-08-27 | Bell Auditórium, Augusta, Estados Unidos                | Por el título Wélter NABF                       |
| G                                                              | 27-4-1  | Deltonia Clary     | TKO  | 4 (6)        | 1999-06-19 | Miccosukee Indian Gaming Resort, Miami, Estados Unidos  |                                                 |
| P                                                              | 26-4-1  | Kofi Jantuah       | UD   | 10 (10)      | 1999-01-09 | New Frontier Hotel, Las Vegas, Estados Unidos           |                                                 |
| E                                                              | 26-3-1  | Curtis Summit      | PTS  | 8 (8)        | 1998-10-24 | Trump Taj Mahal, Atlantic City, Estados Unidos          |                                                 |
| G                                                              | 26-3    | Tim Shocks         | TKO  | 6 (12)       | 1998-07-24 | Miccosukee Indian Gaming Resort, Miami, Estados Unidos  |                                                 |
| G                                                              | 25-3    | Theo Elmore        | TKO  | 7 (12)       | 1998-05-29 | Miccosukee Indian Gaming Resort, Miami, Estados Unidos  | Gana el título Américas Mediano AIB             |
| P                                                              | 24-3    | Félix Hernández    | TKO  | 3 (10)       | 1997-11-15 | Gimnasio Nuevo Panamá, Juan Díaz, Panamá                |                                                 |
| P                                                              | 24-2    | Mihai Leu          | UD   | 12 (12)      | 1997-02-22 | Sporthalle Wandsbek, Hamburgo, Alemania                 | Por el título mundial Wélter OMB                |
| G                                                              | 24-1    | Aquilino Asprilla  | KO   | 1 (10)       | 1996-08-31 | Gimnasio Nuevo Panamá, Juan Díaz, Panamá                |                                                 |
| G                                                              | 23-1    | Eder González      | KO   | 1 (12)       | 1996-06-01 | Gimnasio Nuevo Panamá, Juan Díaz, Panamá                | Gana el título Wélter ONB OMB                   |
| G                                                              | 22-1    | Arthur Allen       | TKO  | 2 (10)       | 1996-02-20 | Mahi Temple Shrine Auditorium, Miami, Estados Unidos    |                                                 |
| P                                                              | 21-1    | Giorbis Barthelemy | UD   | 12 (12)      | 1995-12-31 | Seville Beach Hotel, Miami Beach, Estados Unidos        | Por el título Wélter NBA                        |
| G                                                              | 21-0    | Tim Tipton         | TKO  | 1 (8)        | 1995-11-03 | Aladdin Hotel & Casino, Las Vegas, Estados Unidos       |                                                 |
| G                                                              | 20-0    | Antonio Ojeda      | TKO  | 3 (10)       | 1995-09-15 | Aladdin Hotel & Casino, Las Vegas, Estados Unidos       |                                                 |
| G                                                              | 19-0    | John Bryant        | TKO  | 3 (8)        | 1995-08-18 | Aladdin Hotel & Casino, Las Vegas, Estados Unidos       |                                                 |
| G                                                              | 18-0    | John Armijo        | TKO  | 5 (6)        | 1995-08-03 | Silver Nuggets, North Las Vegas, Estados Unidos         |                                                 |
| G                                                              | 17-0    | Francisco Barra    | UD   | 8 (8)        | 1995-07-20 | Silver Nuggets, North Las Vegas, Estados Unidos         |                                                 |
| G                                                              | 16-0    | Gabriel Palafox    | RTD  | 4 (8)        | 1995-06-17 | MGM Grand, Las Vegas, Estados Unidos                    |                                                 |
| G                                                              | 15-0    | Jorge Madrigal     | TKO  | 2 (10)       | 1995-04-01 | Gimnasio Nuevo Panamá, Juan Díaz, Panamá                |                                                 |
| G                                                              | 14-0    | Antonio Ocasio     | TKO  | 3 (10)       | 1995-02-04 | Arena Panamá Al-Brown, Colón, Panamá                    |                                                 |
| G                                                              | 13-0    | Herminio Pérez     | TKO  | 2 (10)       | 1994-11-19 | Arena Panamá Al-Brown, Colón, Panamá                    |                                                 |
| G                                                              | 12-0    | Rodolfo Navarro    | KO   | 1 (8)        | 1994-11-05 | Gimnasio Kiwanis, Ciudad de Panamá, Panamá              |                                                 |
| G                                                              | 11-0    | Manuel Florián     | TKO  | 2 (8)        | 1994-09-16 | Colón, Panamá                                           |                                                 |
| G                                                              | 10-0    | Oliver Brenes      | TKO  | 1 (8)        | 1994-09-03 | Colón, Panamá                                           |                                                 |
| G                                                              | 9-0     | Marcos Angulo      | KO   | 2 (8)        | 1994-08-06 | Ciudad de Panamá, Panamá                                |                                                 |
| G                                                              | 8-0     | Raúl Corpas        | TKO  | 1 (6)        | 1994-07-23 | Jorón Bugabeño, La Concepción, Panamá                   |                                                 |
| G                                                              | 7-0     | Marcelino Quiroz   | SD   | 6 (6)        | 1994-03-26 | Arena Panamá Al-Brown, Colón, Panamá                    |                                                 |
| G                                                              | 6-0     | Carlos Henry       | TKO  | 4 (6)        | 1993-10-23 | Gimnasio Nuevo Panamá, Juan Díaz, Panamá                |                                                 |
| G                                                              | 5-0     | Jorge Allen        | TKO  | 1 (4)        | 1993-10-16 | Arena Panamá Al-Brown, Colón, Panamá                    |                                                 |
| G                                                              | 4-0     | José Córdoba       | TKO  | 3 (4)        | 1993-10-02 | Jardín El Rancho, Ciudad de Panamá, Panamá              |                                                 |
| G                                                              | 3-0     | Giovanni Duran     | PTS  | 4 (4)        | 1993-08-28 | Gimnasio Nuevo Panamá, Juan Díaz, Panamá                |                                                 |
| G                                                              | 2-0     | José Julio         | TKO  | 2 (4)        | 1993-08-14 | Jardín El Rancho, Ciudad de Panamá, Panamá              |                                                 |
| G                                                              | 1-0     | Lorenzo Murillo    | PTS  | 4 (4)        | 1993-07-17 | Gimnasio Nuevo Panamá, Juan Díaz, Panamá                |                                                 |